# Oenanthe fusca
El colinegro indio (Oenanthe fusca) es una especie de ave paseriforme de la familia Muscicapidae propia del norte y centro del subcontinente indio. Es similar en apariencia a la hembra de la tarabilla terrestre (Copsychus fulicatus), pero carece de zona subcaudal rojiza, y difiere en su postura y comportamiento, además de ser más grande. En vuelo tiene cierta semejanza con los túrdidos y los colirrojos. Se alimenta de insectos, capturados principalmente en el suelo. Anteriormente se clasificaba en el género Cercomela, pero ahora se incluye en el género Oenanthe.

## Taxonomía y sistemática
|  | (Cercomela) fusca |
|  |                   |
|  | Oenanthe picata   |
|  |                   |

|  | \| \| Oenanthe finschii \| \| \| \| \| \| Oenanthe lugens \| \| \| \| |
|  |                                                                       |
|  | Oenanthe xanthoprymna                                                 |
|  |                                                                       |
|  | Oenanthe finschii                                                     |
|  |                                                                       |
|  | Oenanthe lugens                                                       |
|  |                                                                       |

|  | Oenanthe finschii |
|  |                   |
|  | Oenanthe lugens   |
|  |                   |

|  | \| \| Oenanthe finschii \| \| \| \| \| \| Oenanthe lugens \| \| \| \| |
|  |                                                                       |
|  | Oenanthe xanthoprymna                                                 |
|  |                                                                       |
|  | Oenanthe finschii                                                     |
|  |                                                                       |
|  | Oenanthe lugens                                                       |
|  |                                                                       |

|  | Oenanthe finschii |
|  |                   |
|  | Oenanthe lugens   |
|  |                   |

|  | Oenanthe leucura   |
|  |                    |
|  | Oenanthe leucopyga |
|  |                    |

|  | \| \| Oenanthe finschii \| \| \| \| \| \| Oenanthe lugens \| \| \| \| |
|  |                                                                       |
|  | Oenanthe xanthoprymna                                                 |
|  |                                                                       |
|  | Oenanthe finschii                                                     |
|  |                                                                       |
|  | Oenanthe lugens                                                       |
|  |                                                                       |

|  | Oenanthe finschii |
|  |                   |
|  | Oenanthe lugens   |
|  |                   |

|  | \| \| Oenanthe finschii \| \| \| \| \| \| Oenanthe lugens \| \| \| \| |
|  |                                                                       |
|  | Oenanthe xanthoprymna                                                 |
|  |                                                                       |
|  | Oenanthe finschii                                                     |
|  |                                                                       |
|  | Oenanthe lugens                                                       |
|  |                                                                       |

|  | Oenanthe finschii |
|  |                   |
|  | Oenanthe lugens   |
|  |                   |

|  | Oenanthe leucura   |
|  |                    |
|  | Oenanthe leucopyga |
|  |                    |

|  | \| \| Oenanthe finschii \| \| \| \| \| \| Oenanthe lugens \| \| \| \| |
|  |                                                                       |
|  | Oenanthe xanthoprymna                                                 |
|  |                                                                       |
|  | Oenanthe finschii                                                     |
|  |                                                                       |
|  | Oenanthe lugens                                                       |
|  |                                                                       |

|  | Oenanthe finschii |
|  |                   |
|  | Oenanthe lugens   |
|  |                   |

|  | \| \| Oenanthe finschii \| \| \| \| \| \| Oenanthe lugens \| \| \| \| |
|  |                                                                       |
|  | Oenanthe xanthoprymna                                                 |
|  |                                                                       |
|  | Oenanthe finschii                                                     |
|  |                                                                       |
|  | Oenanthe lugens                                                       |
|  |                                                                       |

|  | Oenanthe finschii |
|  |                   |
|  | Oenanthe lugens   |
|  |                   |

|  | Oenanthe leucura   |
|  |                    |
|  | Oenanthe leucopyga |
|  |                    |

|  | \| \| Oenanthe finschii \| \| \| \| \| \| Oenanthe lugens \| \| \| \| |
|  |                                                                       |
|  | Oenanthe xanthoprymna                                                 |
|  |                                                                       |
|  | Oenanthe finschii                                                     |
|  |                                                                       |
|  | Oenanthe lugens                                                       |
|  |                                                                       |

|  | Oenanthe finschii |
|  |                   |
|  | Oenanthe lugens   |
|  |                   |

|  | \| \| Oenanthe finschii \| \| \| \| \| \| Oenanthe lugens \| \| \| \| |
|  |                                                                       |
|  | Oenanthe xanthoprymna                                                 |
|  |                                                                       |
|  | Oenanthe finschii                                                     |
|  |                                                                       |
|  | Oenanthe lugens                                                       |
|  |                                                                       |

|  | Oenanthe finschii |
|  |                   |
|  | Oenanthe lugens   |
|  |                   |

|  | Oenanthe leucura   |
|  |                    |
|  | Oenanthe leucopyga |
|  |                    |

|  | (Cercomela) fusca |
|  |                   |
|  | Oenanthe picata   |
|  |                   |

|  | \| \| Oenanthe finschii \| \| \| \| \| \| Oenanthe lugens \| \| \| \| |
|  |                                                                       |
|  | Oenanthe xanthoprymna                                                 |
|  |                                                                       |
|  | Oenanthe finschii                                                     |
|  |                                                                       |
|  | Oenanthe lugens                                                       |
|  |                                                                       |

|  | Oenanthe finschii |
|  |                   |
|  | Oenanthe lugens   |
|  |                   |

|  | \| \| Oenanthe finschii \| \| \| \| \| \| Oenanthe lugens \| \| \| \| |
|  |                                                                       |
|  | Oenanthe xanthoprymna                                                 |
|  |                                                                       |
|  | Oenanthe finschii                                                     |
|  |                                                                       |
|  | Oenanthe lugens                                                       |
|  |                                                                       |

|  | Oenanthe finschii |
|  |                   |
|  | Oenanthe lugens   |
|  |                   |

|  | Oenanthe leucura   |
|  |                    |
|  | Oenanthe leucopyga |
|  |                    |

|  | \| \| Oenanthe finschii \| \| \| \| \| \| Oenanthe lugens \| \| \| \| |
|  |                                                                       |
|  | Oenanthe xanthoprymna                                                 |
|  |                                                                       |
|  | Oenanthe finschii                                                     |
|  |                                                                       |
|  | Oenanthe lugens                                                       |
|  |                                                                       |

|  | Oenanthe finschii |
|  |                   |
|  | Oenanthe lugens   |
|  |                   |

|  | \| \| Oenanthe finschii \| \| \| \| \| \| Oenanthe lugens \| \| \| \| |
|  |                                                                       |
|  | Oenanthe xanthoprymna                                                 |
|  |                                                                       |
|  | Oenanthe finschii                                                     |
|  |                                                                       |
|  | Oenanthe lugens                                                       |
|  |                                                                       |

|  | Oenanthe finschii |
|  |                   |
|  | Oenanthe lugens   |
|  |                   |

|  | Oenanthe leucura   |
|  |                    |
|  | Oenanthe leucopyga |
|  |                    |

|  | \| \| Oenanthe finschii \| \| \| \| \| \| Oenanthe lugens \| \| \| \| |
|  |                                                                       |
|  | Oenanthe xanthoprymna                                                 |
|  |                                                                       |
|  | Oenanthe finschii                                                     |
|  |                                                                       |
|  | Oenanthe lugens                                                       |
|  |                                                                       |

|  | Oenanthe finschii |
|  |                   |
|  | Oenanthe lugens   |
|  |                   |

|  | \| \| Oenanthe finschii \| \| \| \| \| \| Oenanthe lugens \| \| \| \| |
|  |                                                                       |
|  | Oenanthe xanthoprymna                                                 |
|  |                                                                       |
|  | Oenanthe finschii                                                     |
|  |                                                                       |
|  | Oenanthe lugens                                                       |
|  |                                                                       |

|  | Oenanthe finschii |
|  |                   |
|  | Oenanthe lugens   |
|  |                   |

|  | Oenanthe leucura   |
|  |                    |
|  | Oenanthe leucopyga |
|  |                    |

|  | \| \| Oenanthe finschii \| \| \| \| \| \| Oenanthe lugens \| \| \| \| |
|  |                                                                       |
|  | Oenanthe xanthoprymna                                                 |
|  |                                                                       |
|  | Oenanthe finschii                                                     |
|  |                                                                       |
|  | Oenanthe lugens                                                       |
|  |                                                                       |

|  | Oenanthe finschii |
|  |                   |
|  | Oenanthe lugens   |
|  |                   |

|  | \| \| Oenanthe finschii \| \| \| \| \| \| Oenanthe lugens \| \| \| \| |
|  |                                                                       |
|  | Oenanthe xanthoprymna                                                 |
|  |                                                                       |
|  | Oenanthe finschii                                                     |
|  |                                                                       |
|  | Oenanthe lugens                                                       |
|  |                                                                       |

|  | Oenanthe finschii |
|  |                   |
|  | Oenanthe lugens   |
|  |                   |

|  | Oenanthe leucura   |
|  |                    |
|  | Oenanthe leucopyga |
|  |                    |

|  | Cercomela melanura   |
|  |                      |
|  | Cercomela familiaris |
|  |                      |

|  | (Cercomela) fusca |
|  |                   |
|  | Oenanthe picata   |
|  |                   |

|  | \| \| Oenanthe finschii \| \| \| \| \| \| Oenanthe lugens \| \| \| \| |
|  |                                                                       |
|  | Oenanthe xanthoprymna                                                 |
|  |                                                                       |
|  | Oenanthe finschii                                                     |
|  |                                                                       |
|  | Oenanthe lugens                                                       |
|  |                                                                       |

|  | Oenanthe finschii |
|  |                   |
|  | Oenanthe lugens   |
|  |                   |

|  | \| \| Oenanthe finschii \| \| \| \| \| \| Oenanthe lugens \| \| \| \| |
|  |                                                                       |
|  | Oenanthe xanthoprymna                                                 |
|  |                                                                       |
|  | Oenanthe finschii                                                     |
|  |                                                                       |
|  | Oenanthe lugens                                                       |
|  |                                                                       |

|  | Oenanthe finschii |
|  |                   |
|  | Oenanthe lugens   |
|  |                   |

|  | Oenanthe leucura   |
|  |                    |
|  | Oenanthe leucopyga |
|  |                    |

|  | \| \| Oenanthe finschii \| \| \| \| \| \| Oenanthe lugens \| \| \| \| |
|  |                                                                       |
|  | Oenanthe xanthoprymna                                                 |
|  |                                                                       |
|  | Oenanthe finschii                                                     |
|  |                                                                       |
|  | Oenanthe lugens                                                       |
|  |                                                                       |

|  | Oenanthe finschii |
|  |                   |
|  | Oenanthe lugens   |
|  |                   |

|  | \| \| Oenanthe finschii \| \| \| \| \| \| Oenanthe lugens \| \| \| \| |
|  |                                                                       |
|  | Oenanthe xanthoprymna                                                 |
|  |                                                                       |
|  | Oenanthe finschii                                                     |
|  |                                                                       |
|  | Oenanthe lugens                                                       |
|  |                                                                       |

|  | Oenanthe finschii |
|  |                   |
|  | Oenanthe lugens   |
|  |                   |

|  | Oenanthe leucura   |
|  |                    |
|  | Oenanthe leucopyga |
|  |                    |

|  | \| \| Oenanthe finschii \| \| \| \| \| \| Oenanthe lugens \| \| \| \| |
|  |                                                                       |
|  | Oenanthe xanthoprymna                                                 |
|  |                                                                       |
|  | Oenanthe finschii                                                     |
|  |                                                                       |
|  | Oenanthe lugens                                                       |
|  |                                                                       |

|  | Oenanthe finschii |
|  |                   |
|  | Oenanthe lugens   |
|  |                   |

|  | \| \| Oenanthe finschii \| \| \| \| \| \| Oenanthe lugens \| \| \| \| |
|  |                                                                       |
|  | Oenanthe xanthoprymna                                                 |
|  |                                                                       |
|  | Oenanthe finschii                                                     |
|  |                                                                       |
|  | Oenanthe lugens                                                       |
|  |                                                                       |

|  | Oenanthe finschii |
|  |                   |
|  | Oenanthe lugens   |
|  |                   |

|  | Oenanthe leucura   |
|  |                    |
|  | Oenanthe leucopyga |
|  |                    |

|  | \| \| Oenanthe finschii \| \| \| \| \| \| Oenanthe lugens \| \| \| \| |
|  |                                                                       |
|  | Oenanthe xanthoprymna                                                 |
|  |                                                                       |
|  | Oenanthe finschii                                                     |
|  |                                                                       |
|  | Oenanthe lugens                                                       |
|  |                                                                       |

|  | Oenanthe finschii |
|  |                   |
|  | Oenanthe lugens   |
|  |                   |

|  | \| \| Oenanthe finschii \| \| \| \| \| \| Oenanthe lugens \| \| \| \| |
|  |                                                                       |
|  | Oenanthe xanthoprymna                                                 |
|  |                                                                       |
|  | Oenanthe finschii                                                     |
|  |                                                                       |
|  | Oenanthe lugens                                                       |
|  |                                                                       |

|  | Oenanthe finschii |
|  |                   |
|  | Oenanthe lugens   |
|  |                   |

|  | Oenanthe leucura   |
|  |                    |
|  | Oenanthe leucopyga |
|  |                    |

|  | (Cercomela) fusca |
|  |                   |
|  | Oenanthe picata   |
|  |                   |

|  | \| \| Oenanthe finschii \| \| \| \| \| \| Oenanthe lugens \| \| \| \| |
|  |                                                                       |
|  | Oenanthe xanthoprymna                                                 |
|  |                                                                       |
|  | Oenanthe finschii                                                     |
|  |                                                                       |
|  | Oenanthe lugens                                                       |
|  |                                                                       |

|  | Oenanthe finschii |
|  |                   |
|  | Oenanthe lugens   |
|  |                   |

|  | \| \| Oenanthe finschii \| \| \| \| \| \| Oenanthe lugens \| \| \| \| |
|  |                                                                       |
|  | Oenanthe xanthoprymna                                                 |
|  |                                                                       |
|  | Oenanthe finschii                                                     |
|  |                                                                       |
|  | Oenanthe lugens                                                       |
|  |                                                                       |

|  | Oenanthe finschii |
|  |                   |
|  | Oenanthe lugens   |
|  |                   |

|  | Oenanthe leucura   |
|  |                    |
|  | Oenanthe leucopyga |
|  |                    |

|  | \| \| Oenanthe finschii \| \| \| \| \| \| Oenanthe lugens \| \| \| \| |
|  |                                                                       |
|  | Oenanthe xanthoprymna                                                 |
|  |                                                                       |
|  | Oenanthe finschii                                                     |
|  |                                                                       |
|  | Oenanthe lugens                                                       |
|  |                                                                       |

|  | Oenanthe finschii |
|  |                   |
|  | Oenanthe lugens   |
|  |                   |

|  | \| \| Oenanthe finschii \| \| \| \| \| \| Oenanthe lugens \| \| \| \| |
|  |                                                                       |
|  | Oenanthe xanthoprymna                                                 |
|  |                                                                       |
|  | Oenanthe finschii                                                     |
|  |                                                                       |
|  | Oenanthe lugens                                                       |
|  |                                                                       |

|  | Oenanthe finschii |
|  |                   |
|  | Oenanthe lugens   |
|  |                   |

|  | Oenanthe leucura   |
|  |                    |
|  | Oenanthe leucopyga |
|  |                    |

|  | \| \| Oenanthe finschii \| \| \| \| \| \| Oenanthe lugens \| \| \| \| |
|  |                                                                       |
|  | Oenanthe xanthoprymna                                                 |
|  |                                                                       |
|  | Oenanthe finschii                                                     |
|  |                                                                       |
|  | Oenanthe lugens                                                       |
|  |                                                                       |

|  | Oenanthe finschii |
|  |                   |
|  | Oenanthe lugens   |
|  |                   |

|  | \| \| Oenanthe finschii \| \| \| \| \| \| Oenanthe lugens \| \| \| \| |
|  |                                                                       |
|  | Oenanthe xanthoprymna                                                 |
|  |                                                                       |
|  | Oenanthe finschii                                                     |
|  |                                                                       |
|  | Oenanthe lugens                                                       |
|  |                                                                       |

|  | Oenanthe finschii |
|  |                   |
|  | Oenanthe lugens   |
|  |                   |

|  | Oenanthe leucura   |
|  |                    |
|  | Oenanthe leucopyga |
|  |                    |

|  | \| \| Oenanthe finschii \| \| \| \| \| \| Oenanthe lugens \| \| \| \| |
|  |                                                                       |
|  | Oenanthe xanthoprymna                                                 |
|  |                                                                       |
|  | Oenanthe finschii                                                     |
|  |                                                                       |
|  | Oenanthe lugens                                                       |
|  |                                                                       |

|  | Oenanthe finschii |
|  |                   |
|  | Oenanthe lugens   |
|  |                   |

|  | \| \| Oenanthe finschii \| \| \| \| \| \| Oenanthe lugens \| \| \| \| |
|  |                                                                       |
|  | Oenanthe xanthoprymna                                                 |
|  |                                                                       |
|  | Oenanthe finschii                                                     |
|  |                                                                       |
|  | Oenanthe lugens                                                       |
|  |                                                                       |

|  | Oenanthe finschii |
|  |                   |
|  | Oenanthe lugens   |
|  |                   |

|  | Oenanthe leucura   |
|  |                    |
|  | Oenanthe leucopyga |
|  |                    |

|  | Cercomela melanura   |
|  |                      |
|  | Cercomela familiaris |
|  |                      |

La especie fue descrita por Edward Blyth en 1851 bajo el nombre binomial Saxicola fusca basado en un espécimen de Mathura («Muttra» en el original). El pico es delgado y está ligeramente curvado en la punta. La segunda primaria es la más larga y la cola con 12 plumas es redondeada. Se considera monotípico, aunque Walter Koelz sugirió una nueva subespecie ruinarum en 1939 basada en un espécimen de Bhopal. Era la única especie en el género Cercomela que se encontraba totalmente fuera de África, y su clasificación fue cuestionada en el pasado. Estudios de filogenética molecular realizados en 2010 y 2012 encontraron que el género Cercomela era polifilético. Por ello, cinco de sus especies, incluido el colinegro indio, se trasladaron al género Oenanthe.
En la India central, es conocido con el nombre local de Shama.

## Descripción
Mide unos 17 cm de longitud, es más grande que la hembra de la tarabilla terrestre que es similar en apariencia. Es de color marrón rojizo uniforme con las alas y la cola de un tono ligeramente más oscuro. El marrón en los lados inferiores se convierte en gris marrón oscuro en la cloaca. En vuelo se asemeja a la hembra del roquero solitario y generalmente se encuentra solo o en parejas en edificios antiguos o áreas rocosas. Macho y hembra son indistinguibles en el campo. Cuando se alimenta en el suelo, a veces abre sus alas y la cola. También tiene la costumbre de levantar lentamente la cola, abanicarla y menear la cabeza. Se alimentan principalmente de insectos recogidos del suelo. Se sabe que se alimentan en la tarde de insectos atraídos por la iluminación artificial.
Tienen un amplio repertorio de llamadas. Se han observado casi ocho tipos diferentes de llamadas, que incluyen llamadas territoriales, de ruego, de alimentación, de alarma, de amenaza, de contacto, de socorro, de descanso y de emergencia. La llamada habitual es un silbido corto chee liberado con una sacudida rápida y un estiramiento y la llamada de alarma es un severo chek-check. El canto es parecido al de los túrdidos con varias notas, que a menudo incluyen imitaciones de los cantos de otras especies de aves, incluyendo el timalí ojigualdo, el oruguero alinegro y el papamoscas de Tickell.

## Distribución
La especie es casi endémica de la India, distribuida al norte del Narmada, al oeste hasta Guyarat (principalmente Kutch) y al este hasta Bengala llegando al norte hasta el Himalaya, donde se encuentra solo en las estribaciones hasta aproximadamente 1300 m. Su distribución se extiende hacia el norte de Pakistán, donde está restringido al este del río Chenab. Aunque en gran parte residente, algunas poblaciones hacen movimientos estacionales. En las estribaciones de los Himalayas se mueve a mayores alturas en verano, aparece en Dehradun en primavera y sale antes del inicio del invierno.

## Reproducción
La temporada de cría se extiende desde la primavera hasta el verano. El nido es una copa de hierba, pelo y terrones colocados en la repisa de un barranco, pared o ventana, incluso haciendo uso de casas ocupadas. La base del nido está formada por guijarros y arcilla. Los nidos están protegidos contra intrusos y los padres perseguirán a ardillas u otras aves que se acerque demasiado. La puesta habitual es de 3 a 4 huevos de color azul pálido que son incubados por la hembra sola. Los polluelos abandonan el nido aproximadamente dos semanas después de eclosionar.